# ناندیالا
ناندیالا شهری در شهرستان ناندیالا در استان بولکیمده در بورکینافاسوی غربی مرکزی است جمعیت آن ۱۰۷۱۱ نفر است.